# Mistrovství světa ve fotbale 2022 – skupina G
Skupina G Mistrovství světa ve fotbale 2022 začala 24. listopadu a skončila 2. prosince 2022. Skupinu tvoří Brazílie, Srbsko, Švýcarsko a Kamerun. Dva nejlepší týmy postoupí do osmifinále.
Brazílie, Srbsko a Švýcarsko hrály ve stejné skupině i na předchozím mistrovství světa.

## Týmy
| Výchozí Umístění ve skupině | Tým       | Koš | Federace | Kvalifikoval se jako:               | Datum zajištění účasti | Pořadí účasti na MS | Po sobě jdoucí účasti na MS | Poslední účast | Nejlepší umístění                       | Umístění v žebříčku FIFA | Umístění v žebříčku FIFA |
| Výchozí Umístění ve skupině | Tým       | Koš | Federace | Kvalifikoval se jako:               | Datum zajištění účasti | Pořadí účasti na MS | Po sobě jdoucí účasti na MS | Poslední účast | Nejlepší umístění                       | Březen 2022              | Říjen 2022               |
| --------------------------- | --------- | --- | -------- | ----------------------------------- | ---------------------- | ------------------- | --------------------------- | -------------- | --------------------------------------- | ------------------------ | ------------------------ |
| G1                          | Brazílie  | 1.  | CONMEBOL | Vítěz kvalifikace CONMEBOL          | 12. listopadu 2021     | 22.                 | 22.                         | 2018           | Vítězové (1958, 1962, 1970, 1994, 2002) | 1.                       | 1.                       |
| G2                          | Srbsko    | 3.  | UEFA     | vítěz kvalifikační skupiny C (UEFA) | 15. listopadu 2021     | 12.                 | 2.                          | 2018           | Čtvrtfinále (1934, 1938, 1954)          | 25.                      | 21.                      |
| G3                          | Švýcarsko | 2.  | UEFA     | vítěz kvalifikační skupiny C (UEFA) | 15. listopadu 2021     | 12.                 | 5.                          | 2018           | Čtvrtfinále (1934, 1938, 1954)          | 14.                      | 15.                      |
| G4                          | Kamerun   | 4.  | CAF      | Vítěz třetí fáze CAF                | 29. března 2022        | 8.                  | 1.                          | 2014           | Čtvrtfinále (1990)                      | 37.                      | 43.                      |

## Tabulka
| Tým       | Z | V | R | P | VG | IG | +/- | B |
| --------- | - | - | - | - | -- | -- | --- | - |
| Brazílie  | 3 | 2 | 0 | 1 | 3  | 1  | +2  | 6 |
| Švýcarsko | 3 | 2 | 0 | 1 | 4  | 3  | +1  | 6 |
| Kamerun   | 3 | 1 | 1 | 1 | 4  | 4  | 0   | 4 |
| Srbsko    | 3 | 0 | 1 | 2 | 5  | 8  | -3  | 1 |

## Zápasy
1. kolo

### Švýcarsko - Kamerun
Švýcaři se s Kamerunem utkaly vůbec poprvé v tomhle zápase.
Po úvodní opatrné desetiminutovce poprvé vyzkoušel Bryan Mbeumo pozornost gólmana Yanna Sommera, když si naběhl na přihrávku za obranu a vypálil doprostřed brány. K následné dorážce se dostal Toko Ekambi, ale ranou z první přestřelil. Afričané po ospalém začátku utkání postupně přebírali otěže, o největší šanci první půle se postaral ve 14. minutě Eric Maxim Choupo-Moting. Nedal, a navíc byl odmáván ofsajd. Švýcaři výrazněji zahrozili až v nastavení poločasu, kdy z ideální pozice hlavičkoval Manuel Akanji těsně vedle pravé tyče.
Krátce po změně stran se fanoušci dočkali prvního gólu po velmi povedené akci Švýcarů. Podílelo se ní až na jednu výjimku každý z hráčů evropského týmu. Do statistik se zapsaly Xherdan Shaqiri, jenž poslal z pravé strany hřiště přízemní pas do pokutového území, a nikým nehlídaný Embolo, který bez problémů rozvlnil síť. Embolo gól neslavil, jelikož právě v Kamerunu se narodil. Naopak Shaqiri slavil hodně, jelikož opět potvrdil svou důležitost pro tým, když na posledních čtyřech velkých turnajech zaznamenal osm gólů a již čtvrtou asistenci, čímž se přímo podepsal pod polovinu švýcarských gólů. Kamerunci už pak kompaktně bránící Švýcary nijak zvlášť neprověřili, naopak sami mohli v úplném závěru zápasu inkasovat podruhé, střídající Haris Seferović však v obrovské příležitosti napálil pouze obránce.
| 24. listopadu 2022 11:00 (UTC+3) |        |         |                                                                     |
| Švýcarsko                        | 1 : 0  | Kamerun | Al Janoub Stadium, Al Wakrah diváci: 39 089 rozhodčí: Facundo Tello |
| Breel Embolo 48'                 | Zpráva |         | Al Janoub Stadium, Al Wakrah diváci: 39 089 rozhodčí: Facundo Tello |

| Švýcarsko | Kamerun |

| BK           | 1  | Yann Sommer       |     |     |
| PO           | 3  | Silvan Widmer     |     |     |
| SO           | 4  | Nico Elvedi       | 64' |     |
| SO           | 5  | Manuel Akanji     | 83' |     |
| LO           | 13 | Ricardo Rodriguez |     | 90' |
| SZ           | 10 | Granit Xhaka (c)  |     |     |
| SZ           | 8  | Remo Freuler      |     |     |
| SZ           | 15 | Djibril Sow       |     | 72' |
| PÚ           | 7  | Breel Embolo      |     | 72' |
| SÚ           | 23 | Xherdan Shaqiri   |     | 72' |
| LÚ           | 17 | Ruben Vargas      |     | 81' |
| Nahrazující: |    |                   |     |     |
| ÚT           | 9  | Haris Seferović   |     | 72' |
| ÚT           | 19 | Noah Okafor       |     | 72' |
| ZÁ           | 20 | Fabian Frei       |     | 72' |
| ZÁ           | 25 | Fabian Rieder     |     | 81' |
| OB           | 18 | Eray Cömert       |     | 90' |
| Trenér:      |    |                   |     |     |
| Murat Yakin  |    |                   |     |     |

| BK            | 23 | André Onana                  |     |     |
| PO            | 25 | Nouhou Tolo                  |     |     |
| SO            | 3  | Nicolas Nkoulou              |     |     |
| SO            | 21 | Jean-Charles Castelletto     |     |     |
| LO            | 19 | Collins Fai                  | 36' |     |
| SZ            | 14 | Samuel Gouet                 |     |     |
| SZ            | 18 | Martin Hongla                |     | 68' |
| SZ            | 8  | André-Frank Zambo Anguissa   |     |     |
| PÚ            | 20 | Bryan Mbeumo                 |     | 81' |
| SÚ            | 13 | Eric Maxim Choupo-Moting (c) |     | 74' |
| LÚ            | 12 | Karl Toko Ekambi             |     | 74' |
| Nahrazující:  |    |                              |     |     |
| ZÁ            | 5  | Gaël Ondoua                  |     | 68' |
| ZÁ            | 7  | Georges-Kévin Nkoudou        |     | 74' |
| ÚT            | 10 | Vincent Aboubakar            |     | 74' |
| ÚT            | 6  | Moumi Ngamaleu               |     | 81' |
| Trenér:       |    |                              |     |     |
| Rigobert Song |    |                              |     |     |

| Muž zápasu: Yann Sommer Asistenti rozhodčího: Ezequiel Brailovsky Gabriel Chade Čtvrtý rozhodčí: Said Martínez Náhradní rozhodčí: Walter López Videorozhodčí: Mauro Vigliano Asistenti videorozhodčího: Fernando Guerrero Pau Cebrián Devís Ricardo de Burgos Bengoetxea |

### Brazílie - Srbsko
Na mistrovství světa se tento jihoamericko-evropský souboj před tímhle udál jednou, a to v roce 2018, kdy Brazílie zvítězila 2:0 ve skupinové fázi. Pokud by se počítaly i brazilské zápasy s Jugoslávií, tak se střetly 18krát, z toho čtyřikrát ve skupinových fázích mistrovství světa v letech 1930, 1950, 1954 a 1974, přičemž oba celky zaznamenaly jedno vítězství a dvě remízy.
O první zajímavý moment se ve 13. minutě postaral Neymar, jehož kroucený míč od rohového praporku mířil překvapivě pod břevno a pohotově musel zakročit Vanja Milinković-Savić. Zápas měl velké tempo, ale šancí bylo pramálo, například Srbové nevyslali byť jedinou střelu na branku.
Pár desítek sekund po návratu na hřiště mohl otevřít skóre Raphinha, ztroskotal ale na dalším skvělém zákroku srbského brankáře. Kanárci byli stejně jako v první půli jednoznačně aktivnější a po hodině hry se dočkali zasloužené odměny v podobě vstřeleného gólu. Postaral se o něj Richarlison, který do odkryté sítě doklepl vyraženou střelu Viníciuse Júniora. Útočník Tottenhamu se v 73. minuty prosadil podruhé. V šestnáctce obdržel přesný pas od Viníciuse Júniora a akrobatickým zakončením z voleje zády k brance usměrnil míč k levé tyči. Zlomený Srbové se na nápor ani zdaleka nezmohly, a v pohodě hrající Brazílie měla ještě několik útočných výpadů, nadějné střely měly Rodrygo, Casemiro nebo Antony, skóre 2:0 ale zůstalo, a Brazilci stejně jako na MS 2018 porazily Srby o dvě branky, aniž by inkasovali.
| 24. listopadu 2022 20:00 (UTC+3) |        |        |                                                                        |
| Brazílie                         | 2 : 0  | Srbsko | Lusail Iconic Stadium, Lusail diváci: 88 103 rozhodčí: Alírezá Faghání |
| Richarlison 62', 73'             | Zpráva |        | Lusail Iconic Stadium, Lusail diváci: 88 103 rozhodčí: Alírezá Faghání |

| Brazílie | Srbsko |

| BK           | 1  | Alisson            |  |     |
| PO           | 2  | Danilo             |  |     |
| SO           | 4  | Marquinhos         |  |     |
| SO           | 3  | Thiago Silva (c)   |  |     |
| LO           | 6  | Alex Sandro        |  |     |
| SZ           | 5  | Casemiro           |  |     |
| SZ           | 7  | Lucas Paquetá      |  | 75' |
| PÚ           | 11 | Raphinha           |  | 87' |
| OZ           | 10 | Neymar             |  | 79' |
| LÚ           | 20 | Vinícius Júnior    |  | 75' |
| SÚ           | 9  | Richarlison        |  | 79' |
| Nahrazující: |    |                    |  |     |
| ZÁ           | 8  | Fred               |  | 75' |
| ÚT           | 21 | Rodrygo            |  | 75' |
| ÚT           | 19 | Gabriel Jesus      |  | 79' |
| ÚT           | 18 | Antony             |  | 79' |
| ÚT           | 24 | Gabriel Martinelli |  | 87' |
| Trenér:      |    |                    |  |     |
| Tite         |    |                    |  |     |

| BK               | 23 | Vanja Milinković-Savić  |     |     |
| SO               | 5  | Miloš Veljković         |     |     |
| SO               | 4  | Nikola Milenković       |     |     |
| SO               | 2  | Strahinja Pavlović      | 7'  |     |
| DZ               | 8  | Nemanja Gudelj          | 49' | 57' |
| SZ               | 16 | Saša Lukić              | 64' | 66' |
| SZ               | 20 | Sergej Milinković-Savić |     |     |
| PÚ               | 14 | Andrija Živković        |     | 57' |
| OZ               | 10 | Dušan Tadić (c)         |     |     |
| LÚ               | 25 | Filip Mladenović        |     | 66' |
| SÚ               | 9  | Aleksandar Mitrović     |     | 83' |
| Nahrazující:     |    |                         |     |     |
| ZÁ               | 24 | Ivan Ilić               |     | 57' |
| ÚT               | 7  | Nemanja Radonjić        |     | 57' |
| ZÁ               | 22 | Darko Lazović           |     | 66' |
| ÚT               | 18 | Dušan Vlahović          |     | 66' |
| ZÁ               | 6  | Nemanja Maksimović      |     | 83' |
| Trenér:          |    |                         |     |     |
| Dragan Stojković |    |                         |     |     |

| Muž zápasu: Richarlison Asistenti rozhodčího: Mohámmádrezá Mansourí Mohámmádrezá Abolfázlí Čtvrtý rozhodčí: Maguette N'Diaye Náhradní rozhodčí: El Hadj Malick Samba Videorozhodčí: Taleb Marí Asistenti videorozhodčího: Muhammad Taqi Anton Shchetinin Pol van Boekel |

2. kolo

### Kamerun - Srbsko
Jediný zápas mezi těmito dvěma reprezentacemi se sehrál v roce 2010, a sedmigólovou přestřelku ovládl balkánský výběr 4:3.
| 28. listopadu 2022 11:00 (UTC+3)                                                |        |                                                                                |                                                                                      |
| Kamerun                                                                         | 3 : 3  | Srbsko                                                                         | Al Janoub Stadium, Al Wakrah diváci: 39 789 rozhodčí: Muhammad Abdulá Hasan Muhammad |
| Jean-Charles Castelletto 29' Vincent Aboubakar 63' Eric Maxim Choupo-Moting 63' | Zpráva | 45+1' Strahinja Pavlović 45+3' Sergej Milinković-Savić 53' Aleksandar Mitrović | Al Janoub Stadium, Al Wakrah diváci: 39 789 rozhodčí: Muhammad Abdulá Hasan Muhammad |

| Kamerun | Srbsko |

| BR            | 16 | Devis Epassy                 |     |     |
| PO            | 19 | Collins Fai                  |     |     |
| SO            | 21 | Jean-Charles Castelletto     |     |     |
| SO            | 3  | Nicolas Nkoulou              | 24' |     |
| LO            | 25 | Nouhou Tolo                  |     |     |
| SZ            | 8  | André-Frank Zambo Anguissa   |     | 81' |
| SZ            | 15 | Pierre Kunde                 |     | 67' |
| SZ            | 18 | Martin Hongla                |     | 55' |
| PÚ            | 20 | Bryan Mbeumo                 |     | 81' |
| SÚ            | 13 | Eric Maxim Choupo-Moting (c) |     |     |
| LÚ            | 12 | Karl Toko Ekambi             |     | 67' |
| Nahrazující:  |    |                              |     |     |
| ÚT            | 10 | Vincent Aboubakar            |     | 55' |
| ÚT            | 11 | Christian Bassogog           | 30' | 67' |
| ZÁ            | 5  | Gaël Ondoua                  |     | 67' |
| ZÁ            | 14 | Samuel Gouet                 |     | 81' |
| ZÁ            | 7  | Georges-Kévin Nkoudou        |     | 81' |
| Trenér:       |    |                              |     |     |
| Rigobert Song |    |                              |     |     |

| BR                           | 23 | Vanja Milinković-Savić  |       |       |
| SO                           | 4  | Nikola Milenković       | 90+3' |       |
| SO                           | 5  | Miloš Veljković         |       | 78'   |
| SO                           | 2  | Strahinja Pavlović      |       | 55'   |
| PZ                           | 14 | Andrija Živković        |       | 78'   |
| SZ                           | 16 | Saša Lukić              |       |       |
| SZ                           | 6  | Nemanja Maksimović      |       |       |
| LZ                           | 17 | Filip Kostić            |       | 90+2' |
| PK                           | 10 | Dušan Tadić (c)         |       |       |
| LK                           | 20 | Sergej Milinković-Savić |       | 78'   |
| SÚ                           | 9  | Aleksandar Mitrović     |       |       |
| Nahrazující:                 |    |                         |       |       |
| OB                           | 13 | Stefan Mitrović         |       | 55'   |
| OB                           | 15 | Srđan Babić             |       | 78'   |
| ÚT                           | 7  | Nemanja Radonjić        |       | 78'   |
| ZÁ                           | 26 | Marko Grujić            |       | 78'   |
| ÚT                           | 21 | Filip Đuričić           |       | 90+2' |
| Jiná disciplinární opatření: |    |                         |       |       |
| ÚT                           | 11 | Luka Jović              | 45+4' |       |
| Trenér:                      |    |                         |       |       |
| Dragan Stojković             |    |                         |       |       |

| Muž zápasu: Vincent Aboubakar Asistenti rozhodčího: Mohamed Al-Hammadi Hasan Al-Mahri Čtvrtý rozhodčí: Ma Ning Náhradní rozhodčí: Ši Čang Videorozhodčí: Nicolás Gallo Asistenti videorozhodčího: Juan Soto Ezequiel Brailovsky Leodán González |

### Brazílie - Švýcarsko
Oba celky se střetly celkem devětkrát, na MS dvakrát, přičemž oba zápasy ve skupinové fázi skončily remízou: 2:2 v roce 1950 a 1:1 v roce 2018.
| 28. listopadu 2022 17:00 (UTC+3) |        |           |                                                         |
| Brazílie                         | 1 : 0  | Švýcarsko | Stadium 974, Dauhá diváci: 43 649 rozhodčí: Iván Barton |
| Casemiro 83'                     | Zpráva |           | Stadium 974, Dauhá diváci: 43 649 rozhodčí: Iván Barton |

| Brazílie | Švýcarsko |

| BR           | 1  | Alisson          |     |     |
| PO           | 14 | Éder Militão     |     |     |
| SO           | 4  | Marquinhos       |     |     |
| SO           | 3  | Thiago Silva (c) |     |     |
| LO           | 6  | Alex Sandro      |     | 86' |
| SZ           | 7  | Lucas Paquetá    |     | 46' |
| SZ           | 5  | Casemiro         |     |     |
| SZ           | 8  | Fred             | 52' | 58' |
| PK           | 11 | Raphinha         |     | 73' |
| SÚ           | 9  | Richarlison      |     | 73' |
| LÚ           | 20 | Vinícius Júnior  |     |     |
| Nahrazující: |    |                  |     |     |
| ÚT           | 21 | Rodrygo          |     | 46' |
| ZÁ           | 17 | Bruno Guimarães  |     | 58' |
| ÚT           | 18 | Gabriel Jesus    |     | 73' |
| ÚT           | 19 | Antony           |     | 73' |
| OB           | 16 | Alex Telles      |     | 86' |
| Trenér:      |    |                  |     |     |
| Tite         |    |                  |     |     |

| BR           | 1  | Yann Sommer         |     |     |
| PO           | 3  | Silvan Widmer       |     | 86' |
| SO           | 5  | Manuel Akanji       |     |     |
| SO           | 4  | Nico Elvedi         |     |     |
| LO           | 13 | Ricardo Rodriguez   |     |     |
| SZ           | 8  | Remo Freuler        |     |     |
| SZ           | 10 | Granit Xhaka (c)    |     |     |
| PK           | 25 | Fabian Rieder       | 50' | 58' |
| OZ           | 15 | Djibril Sow         |     | 76' |
| LK           | 17 | Ruben Vargas        |     | 58' |
| SÚ           | 7  | Breel Embolo        |     | 76' |
| Nahrazující: |    |                     |     |     |
| OB           | 2  | Edimilson Fernandes |     | 58' |
| OB           | 11 | Renato Steffen      |     | 58' |
| ZÁ           | 14 | Michel Aebischer    |     | 76' |
| ÚT           | 9  | Haris Seferović     |     | 76' |
| ZÁ           | 20 | Fabian Frei         |     | 86' |
| Trenér:      |    |                     |     |     |
| Murat Yakin  |    |                     |     |     |

| Muž zápasu: Casemiro Asistenti rozhodčího: David Morán Zachari Zeegelaar Čtvrtý rozhodčí: Said Martínez Náhradní rozhodčí: Walter López Videorozhodčí: Drew Fischer Asistenti videorozhodčího: Armando Villarreal Kathryn Nesbitt Fernando Guerrer |

3. kolo

### Srbsko - Švýcarsko
Týmy se spolu střetly jednou, a to při vítězství Švýcarska 2:1 ve skupinové fázi Mistrovství světa 2018. Při počítání zápasů Jugoslávie se oba týmy střetly třináctkrát, včetně jednoho zápasu ve skupinové fázi Mistrovství světa ve fotbale 1950, kdy Jugoslávie zvítězila 3:0.
| 2. prosince 2022 20:00 (UTC+3)             |        |                                                       |                                                                |
| Srbsko                                     | 2 : 3  | Švýcarsko                                             | Stadium 974, Dauhá diváci: 41 378 rozhodčí: Fernando Rapallini |
| Aleksandar Mitrović 26' Dušan Vlahović 35' | Zpráva | 20' Xherdan Shaqiri 44' Breel Embolo 48' Remo Freuler | Stadium 974, Dauhá diváci: 41 378 rozhodčí: Fernando Rapallini |

| Srbsko | Švýcarsko |

| BR                          | 23 | Vanja Milinković-Savić  |       |     |
| SO                          | 4  | Nikola Milenković       | 90+5' |     |
| SO                          | 5  | Miloš Veljković         |       | 55' |
| SO                          | 2  | Strahinja Pavlović      | 56'   |     |
| PZ                          | 14 | Andrija Živković        |       | 78' |
| SZ                          | 20 | Sergej Milinković-Savić | 47'   | 68' |
| SZ                          | 16 | Saša Lukić              |       |     |
| LZ                          | 17 | Filip Kostić            |       |     |
| OZ                          | 10 | Dušan Tadić (c)         |       | 78' |
| SÚ                          | 9  | Aleksandar Mitrović     | 82'   |     |
| SÚ                          | 18 | Dušan Vlahović          |       | 55' |
| Nahrazující:                |    |                         |       |     |
| ZÁ                          | 8  | Nemanja Gudelj          | 81'   | 55' |
| ÚT                          | 11 | Luka Jović              |       | 55' |
| ZÁ                          | 6  | Nemanja Maksimović      |       | 68' |
| ÚT                          | 21 | Filip Đuričić           |       | 78' |
| ÚT                          | 7  | Nemanja Radonjić        |       | 78' |
| Ostatní disciplinární akce: |    |                         |       |     |
| BR                          | 12 | Predrag Rajković        | 66'   |     |
| Trenér:                     |    |                         |       |     |
| Dragan Stojković            |    |                         |       |     |

| BR           | 21 | Gregor Kobel        |       |       |
| PO           | 3  | Silvan Widmer       | 15'   |       |
| SO           | 5  | Manuel Akanji       |       |       |
| SO           | 22 | Fabian Schär        | 90+9' |       |
| LO           | 13 | Ricardo Rodriguez   |       |       |
| SZ           | 8  | Remo Freuler        |       |       |
| SZ           | 10 | Granit Xhaka (c)    | 90+5' |       |
| PK           | 23 | Xherdan Shaqiri     |       | 69'   |
| OZ           | 15 | Djibril Sow         |       | 69'   |
| LK           | 17 | Ruben Vargas        | 34'   | 83'   |
| SÚ           | 7  | Breel Embolo        |       | 90+6' |
| Nahrazující: |    |                     |       |       |
| OB           | 2  | Edimilson Fernandes |       | 69'   |
| ZÁ           | 6  | Denis Zakaria       |       | 69'   |
| ZÁ           | 16 | Christian Fassnacht |       | 83'   |
| ÚT           | 19 | Noah Okafor         |       | 90+6' |
| Trenér:      |    |                     |       |       |
| Murat Yakin  |    |                     |       |       |

| Muž zápasu: Granit Xhaka Asistenti rozhodčího: Juan Pablo Belatti Diego Bonfá Čtvrtý rozhodčí: Kevin Ortega Náhradní rozhodčí: Jesús Sánche Videorozhodčí: Mauro Vigliano Asistenti videorozhodčího: Julio Bascuñán Nicolás Taran Leodan Gonzalez |

Poznámky
1. ↑  Jović obdržel žlutou kartu na střídačce, přestože do zápasu nezasáhl.
2. ↑  Predrag Rajković obdržel žlutou kartu na lavičce, i přes to, že do zápasu nenastoupil.

### Kamerun - Brazílie
Oba výběry se utkaly šestkrát, z toho dvakrát na Mistrovství světa (1994, 2014), a pokaždé vyhráli Brazilci o 3 góly. 3:0 v USA, a 4:1 v Brazílii.
| 2. prosince 2022 20:00 (UTC+3) |        |          |                                                                      |
| Kamerun                        | 1 : 0  | Brazílie | Lusail Iconic Stadium, Lusail diváci: 85 986 rozhodčí: Ismail Elfath |
| Vincent Aboubakar 90+2'        | Zpráva |          | Lusail Iconic Stadium, Lusail diváci: 85 986 rozhodčí: Ismail Elfath |

| Kamerun | Brazílie |

| BR            | 16 | Devis Epassy               |            |     |
| PO            | 19 | Collins Fai                | 32'        |     |
| SO            | 24 | Enzo Ebosse                |            |     |
| SO            | 4  | Christopher Wooh           |            |     |
| LO            | 25 | Nouhou Tolo                | 6'         |     |
| DZ            | 15 | Pierre Kunde               | 28'        | 68' |
| SZ            | 8  | André-Frank Zambo Anguissa |            |     |
| SZ            | 6  | Moumi Ngamaleu             |            | 86' |
| PÚ            | 20 | Bryan Mbeumo               |            | 64' |
| SÚ            | 10 | Vincent Aboubakar (c)      | 81', 90+3' |     |
| LÚ            | 13 | Eric Maxim Choupo-Moting   |            |     |
| Nahrazující:  |    |                            |            |     |
| ÚT            | 12 | Karl Toko Ekambi           |            | 64' |
| ZÁ            | 25 | Olivier Ntcham             |            | 68' |
| OB            | 2  | Jerome Ngom Mbekeli        |            | 86' |
| Trenér:       |    |                            |            |     |
| Rigobert Song |    |                            |            |     |

| BR           | 23 | Ederson            |     |     |
| PO           | 13 | Dani Alves (c)     |     |     |
| SO           | 14 | Éder Militão       | 7'  |     |
| SO           | 24 | Bremer             |     |     |
| LO           | 16 | Alex Telles        |     | 54' |
| SZ           | 15 | Fabinho            |     |     |
| SZ           | 8  | Fred               |     | 54' |
| PK           | 19 | Antony             |     | 79' |
| OZ           | 21 | Rodrygo            |     | 54' |
| LK           | 26 | Gabriel Martinelli |     |     |
| SÚ           | 18 | Gabriel Jesus      |     | 64' |
| Nahrazující: |    |                    |     |     |
| OB           | 4  | Marquinhos         |     | 54' |
| ZÁ           | 26 | Éverton Ribeiro    |     | 54' |
| ZÁ           | 17 | Bruno Guimarães    | 85' | 54' |
| ÚT           | 25 | Pedro              |     | 64' |
| ÚT           | 11 | Raphinha           |     | 79' |
| Trenér:      |    |                    |     |     |
| Tite         |    |                    |     |     |

| Muž zápasu: Devis Epassy Asistenti rozhodčího: Kyle Atkins Corey Parker Čtvrtý rozhodčí: Ma Ning Náhradní rozhodčí: Ši Čang Videorozhodčí: Alejandro Hernández Asistenti videorozhodčího: Juan Martinez Pau Cebrián Devís Ricardo de Burgos Bengoetxea |

## Disciplína
Body fair play se použijí jako rozhodující, pokud jsou celkové a vzájemné výsledky týmů vyrovnané. Ty se vypočítávají na základě žlutých a červených karet obdržených ve všech zápasech skupiny takto:
- žlutá karta: minus 1 bod;
- nepřímá červená karta (druhá žlutá karta): minus 3 body;
- přímá červená karta: minus 4 body;
- žlutá karta a přímá červená karta: minus 5 bodů;

V jednom zápase lze na hráče uplatnit pouze jeden z výše uvedených odečtů.
| Tým       | 1. Kolo | 1. Kolo                                                    | 1. Kolo   | 1. Kolo                         | 2. Kolo | 2. Kolo                                                    | 2. Kolo   | 2. Kolo                         | 3. Kolo | 3. Kolo                                                    | 3. Kolo   | 3. Kolo                         | Body |
| Tým       |         | Žlutá karta udělena · Žlutá karta udělena opět · Vyloučení | Vyloučení | Žlutá karta udělena · Vyloučení |         | Žlutá karta udělena · Žlutá karta udělena opět · Vyloučení | Vyloučení | Žlutá karta udělena · Vyloučení |         | Žlutá karta udělena · Žlutá karta udělena opět · Vyloučení | Vyloučení | Žlutá karta udělena · Vyloučení | Body |
| --------- | ------- | ---------------------------------------------------------- | --------- | ------------------------------- | ------- | ---------------------------------------------------------- | --------- | ------------------------------- | ------- | ---------------------------------------------------------- | --------- | ------------------------------- | ---- |
| Brazílie  |         |                                                            |           |                                 | 1       |                                                            |           |                                 | 2       |                                                            |           |                                 | −3   |
| Švýcarsko | 2       |                                                            |           |                                 | 1       |                                                            |           |                                 | 3       |                                                            |           |                                 | −6   |
| Kamerun   | 1       |                                                            |           |                                 | 2       |                                                            |           |                                 | 3       | 1                                                          |           |                                 | −9   |
| Srbsko    | 3       |                                                            |           |                                 | 2       |                                                            |           |                                 | 6       |                                                            |           |                                 | –11  |